# Ratpenat groc de Heath
El ratpenat groc de Heath (Scotophilus heathii) és una espècie de ratpenat que viu a l'Afganistan, el Pakistan, l'Índia, el Nepal, la Xina, Sri Lanka, Bangladesh, Myanmar, Tailàndia, Laos, Cambodja, el Vietnam, Indonèsia i les illes Filipines.

## Subespècies
- S. heathii heathii (Horsfield, 1831)
- S. heathii insularis (Allen, 1906)
- S. heathii watkinsi (Sanborn, 1952)[1]

## Principals amenaces
En general, no sembla que hi hagi grans amenaces per a aquesta espècie tan estesa geogràficament. Només, i a nivell local, es podria veure amenaçada en certa manera a causa de pertorbacions en els seus llocs de descans.